# Allendorf (Eder)
Allendorf (Eder) är en kommun och ort i Landkreis Waldeck-Frankenberg i Regierungsbezirk Kassel i förbundslandet Hessen i Tyskland.
Den tidigare kommunen Battenfeld uppgick i Allendorf (Eder) 1 februari 1971 följt av Rennertehausen 1 april 1971 samt Haine 1 juli 1971.